# Masako Kondō
Masako Kondō (jap. 近藤雅子 Kondō Maseko; ur. 27 marca 1941 w prefekturze Fukuoka) – japońska siatkarka, medalistka olimpijska.

## Osiągnięcia reprezentacyjne
- Igrzyska Olimpijskie 1964